# Transport Tycoon Deluxe
A Transport Tycoon Deluxe Chris Sawyer Transport Tycoon című gazdasági szimulátorának folytatása, melyet 1995-ben, egy évvel az első rész után adott ki a Microprose MS-DOS platformra, majd később, 1999-ben Windows 95/98-ra.

## Újdonságok
A Deluxe verzió, ahogy a neve is sugallja, egy kiegészített, javított változata az eredeti játéknak.
Az egyik legszembetűnőbb változás a három új pályatípus, a trópusi, sarkvidéki, valamint a játékvilág megjelenése. Ezek nem csak grafikailag különböznek az alapjátékból már megismert mérsékelt éghajlatú pályától: más típusú nyersanyagok, újfajta gyárak, különböző kihívások várják a játékost. Például a sarkvidéki pályán a hóhatár feletti települések nem növekednek folyamatos ételutánpótlás nélkül, míg a trópusi égövi városoknak vízre van szüksége.
Ide tartozik még, hogy a Deluxe verzióban nem csak számítógép által generált pályákon van lehetőség játszani, ugyanis egy komplett pályaszerkesztőt is mellékeltek a játék mellé.
Első ránézésre kevésbé szembetűnő, ám ugyancsak fontos változás a vasúti jelzőlámpák működésének megváltozása. Az eredeti játékban csak kétirányú jelzések lerakására volt lehetőségünk, ami mindkét irányban engedélyezte a forgalmat. Ez viszont nem mindig volt megfelelően hatékony megoldás: az ilyennel felszerelt vágány egy kétirányú, ám egysávos úthoz volt hasonló - bár a vonatok egyazon pályán haladhattak egymással szemben ütközés nélkül, ám ahhoz, hogy egymás mellett elhaladjanak, mellékvágányokra és gondos körültekintésre volt szükség, és még így sem volt mindig hatékony a megoldás. A Deluxe verzióban azonban már egyirányú lámpák is vannak, amik az adott pályaszakaszt egyirányúvá teszik, így a játékosnak több lehetősége van vasúti hálózatának tervezésekor.

## Járművek
Szerzői jogi viták elkerülése miatt a játék az eredeti járműnevek helyett kitalált neveket tartalmaz. Ezeket később a játékban megváltoztathatjuk, csakúgy, mint a városok vagy állomások neveit.
A játékban az alábbi járműveket vásárolhatjuk a vasúti közlekedéshez:
| Járműtípus       | Sebesség | Tömeg | Teljesítmény | Feltalálás éve | Maximális életkor | Eredeti jármű       |
| ---------------- | -------- | ----- | ------------ | -------------- | ----------------- | ------------------- |
| Kirby Paul Tank  | 64 km/h  | 47 t  | 223 kW       | 1925           | 15 év             | GWR 5700 sorozat    |
| Chaney "Jubilee" | 112 km/h | 131 t | 746 kW       | 1934           | 21 év             | LMS Jubilee Class   |
| Ginzu "A4"       | 128 km/h | 162 t | 895 kW       | 1935           | 20 év             | LNER A4             |
| SH "8P"          | 144 km/h | 170 t | 1193 kW      | 1954           | 23 év             | BR Standard Class 8 |

| Járműtípus       | Sebesség | Tömeg | Teljesítmény | Feltalálás éve | Maximális életkor | Eredeti jármű            |
| ---------------- | -------- | ----- | ------------ | -------------- | ----------------- | ------------------------ |
| Manley-Morel DMU | 112 km/h | 32    | 447 kW       | 1957           | 12 év             | British Rail 101 sorozat |
| SH/Hendry "25"   | 128 km/h | 72    | 932 kW       | 1962           | 18 év             | British Rail 25 sorozat  |
| Floss "47"       | 160 km/h | 112   | 1924 kW      | 1962           | 22 év             | British Rail 47 sorozat  |
| UU "37"          | 144 km/h | 101   | 1305 kW      | 1959           | 20 év             | British Rail 37 sorozat  |
| SH "125"         | 201 km/h | 70    | 3356 kW      | 1978           | 20 év             | InterCity 125            |
| "Dash"           | 120 km/h | 38    | 523 kW       | 1984           | 15 év             | British Rail 150 sorozat |

| Járműtípus | Sebesség | Tömeg | Teljesítmény | Feltalálás éve | Maximális életkor | Eredeti jármű           |
| ---------- | -------- | ----- | ------------ | -------------- | ----------------- | ----------------------- |
| SH "30"    | 160 km/h | 84 t  | 2685 kW      | 1965           | 23 év             | British Rail 86 sorozat |
| SH "40"    | 177 km/h | 82 t  | 3728 kW      | 1973           | 23 év             | British Rail 87 sorozat |
| "T.I.M"    | 241 km/h | 90 t  | 5220 kW      | 1984           | 25 év             | TGV                     |
| "Asiastar" | 265 km/h | 94 t  | 5966 kW      | 1992           | 25 év             | Eurostar                |

| Járműtípus      | Sebesség | Tömeg | Teljesítmény | Feltalálás éve | Maximális életkor | Eredeti jármű                              |
| --------------- | -------- | ----- | ------------ | -------------- | ----------------- | ------------------------------------------ |
| X2001           | 305 km/h | 95 t  | 6618 kW      | 1999           | 20 év             | SJ X2000, de az eredeti nem egysínű jármű! |
| 'Millennium Z1' | 336 km/h | 170 t | 7353 kW      | 2005           | 20 év             | Transrapid 06                              |

| Járműtípus       | Sebesség | Tömeg | Teljesítmény | Feltalálás éve | Maximális életkor | Eredeti jármű |
| ---------------- | -------- | ----- | ------------ | -------------- | ----------------- | ------------- |
| Lev1 'Leviathan' | 402 km/h | 105 t | 7457 kW      | 2021           | 20 év             | Transrapid    |
| Lev2 'Cyclops'   | 450 km/h | 120 t | 8948 kW      | 2028           | 20 év             | Transrapid    |
| Lev3 'Pegasus'   | 480 km/h | 130 t | 11185 kW     | 2035           | 20 év             | Transrapid    |
| Lev4 'Chimaera'  | 643 km/h | 300 t | 14914 kW     | 2037           | 20 év             | Transrapid    |

## A Transport Tycoon Deluxe után
Bár a játékhoz nem készült hivatalos folytatás, két külső, Transport Tycoon rajongókból álló fejlesztőcsapat is igyekszik tovább javítani a TTD játékmenetét. A TTDPatch az eredeti játék programfájljait módosítja, míg az OpenTTD a játék egy nyílt forráskódú klónja.